# Зеньбок
Зеньбок (пол. Zeńbok) — село в Польщі, у гміні Реґімін Цехановського повіту Мазовецького воєводства.
Населення — 330 осіб (2011).
У 1975-1998 роках село належало до Цехановського воєводства.

## Демографія
Демографічна структура станом на 31 березня 2011 року:
|          | Загалом | Допрацездатний вік | Працездатний вік | Постпрацездатний вік |
| -------- | ------- | ------------------ | ---------------- | -------------------- |
| Чоловіки | 174     | 52                 | 104              | 18                   |
| Жінки    | 156     | 26                 | 85               | 45                   |
| Разом    | 330     | 78                 | 189              | 63                   |